# Jussi

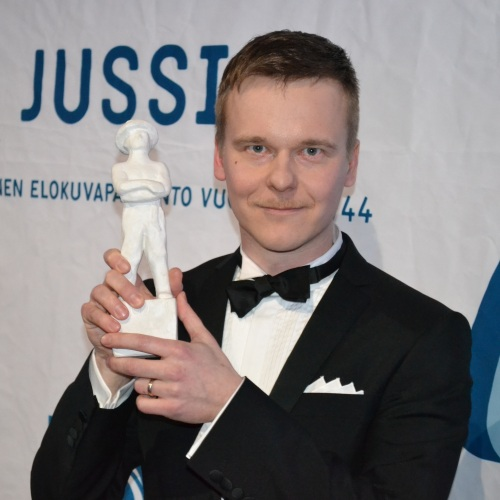
2011 als bester Drehbuchautor geehrt: Pekko Pesonen (Helden des Polarkreises) mit seiner gewonnenen Preisstatuette

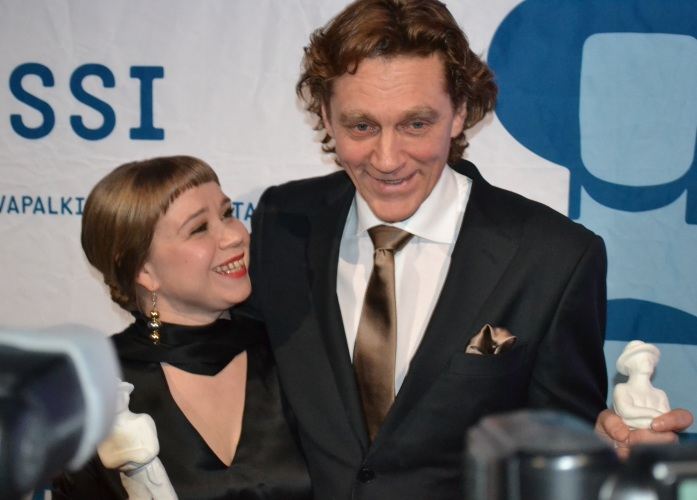
Katja Küttner und Ville Virtanen gewannen 2011 die Preise für die besten Hauptdarsteller

Der Jussi (auch finnisch Jussi-palkinto „Jussi-Preis“) ist Finnlands nationaler Filmpreis und eine der ältesten Filmauszeichnungen in Europa. Er wurde erstmals im Jahr 1944 auf Initiative mehrerer Filmkritiker vergeben, die sich zur Filmiaura zusammenschlossen, der finnischen Filmakademie. Seither werden alljährlich Ende Januar bzw. Anfang Februar die besten finnischen Kinoproduktionen und Filmschaffenden des vergangenen Kinojahres prämiert. Unter den Preisträgern der letzten Jahre sind so bekannte Künstler wie Renny Harlin, Mika und Aki Kaurismäki, Outi Mäenpää und Kati Outinen vertreten. Als Erfinder des Filmpreises gilt der finnische Szenenbildner Tapio Vilpponen, der bei der ersten Verleihung für seine Arbeit an Herra ja ylhäisyys ausgezeichnet wurde.
Bei Verleihung des Jussis, am 29. Januar 2012 im Kaapelitehdas von Helsinki, konnte sich Aki Kaurismäkis französischsprachige Tragikomödie Le Havre als bester Film und in fünf weiteren Kategorien durchsetzen.

## Nominierungs- und Abstimmungsrichtlinien
Die Jussi-Gewinner werden in zwei Stufen ermittelt. Zuerst wählt eine jährliche wechselnde Jury bestehend aus professionellen Filmschaffenden (Regisseure, Schauspieler, Filmproduzenten, Kameraleute, Autoren, Filmeditoren, Szenenbildner und Musiker) drei Nominierte in jeder der 14 Preiskategorien aus. Über diese stimmen dann die aus ca. 260 Filmschaffenden bestehende Filmiaura in einer geheimen Wahl ab. Die Preisträger werden während einer Gala mit der gleichnamigen stilisierten Statuette ausgezeichnet, die von dem finnischen Künstler Ben Renvall (1903–1979) kreiert wurde. Sie zeigt einen stehenden, die Arme verschränkenden Mann mit Strohhut und besteht vollständig aus Gips. Der Name ist der Hauptfigur des bekannten finnischen Films Pohjalaisia (1925; 1936 mit Eino Kaipainen neu verfilmt) entnommen.
Der Film muss eine Laufzeit von mindestens 60 Minuten aufweisen und im der Preisverleihung vorangegangenen Kalenderjahr uraufgeführt sowie mindestens sieben Tage in einem öffentlichen Kino gezeigt worden sein. Auch muss der Film als finnische Produktion eingeordnet werden können, beispielsweise anhand der Nationalität der mitwirkenden Künstler, der Koproduzenten oder einer mindestens 50-prozentigen Finanzierung aus Finnland. Die Einstufung erfolgt auf Basis eines Punktekatalogs (sogenannte „Talent-Punkte“).
Die Aufbewahrung und der Transport der Briefumschläge, die die Sieger verkünden, obliegt den Notaren der Wirtschaftsprüfungsgesellschaft PricewaterhouseCoopers (PwC), die selbige Aufgabe auch bei der Verleihung des US-amerikanischen Filmpreises Oscar innehaben.

## Kategorien
Ursprünglich wurde der finnische Filmpreis in acht Kategorien vergeben, aktuell werden Preisträger alljährlich in vierzehn verschiedenen Kategorien prämiert, in denen jeweils drei Nominierte gegeneinander antreten. Irregulär werden unter anderem ein Publikumspreis (Katsojien valinta), ein Spezialpreis (Special Jussi) und eine Auszeichnung für das Lebenswerk (Betoni-Jussi kunnianosoituksena elämäntyöstä elokuvan alalla) vergeben.
Seit 1992 nicht mehr zur Bewertung herangezogen werden die Leistungen ausländischer Filme und Filmschaffender, die von den 1950er bis 1980er Jahren unter anderen Gewinner wie Ingmar Bergman (Schreie und Flüstern), Klaus Maria Brandauer (Mephisto), Marlon Brando, Charles Chaplin, James Dean (Jenseits von Eden), Alfred Hitchcock, Pier Paolo Pasolini (Das 1. Evangelium – Matthäus), Maria Schell (Die letzte Brücke) oder Andrei Tarkowskis Andrej Rubljow hervorbrachte. Ebenfalls nicht mehr zum offiziellen Programm gehört die Auszeichnung finnischer Fernsehfilme oder -serien, die in den 1960er und 1970er Jahren in den Siegerlisten Erwähnung fanden. Seit 1983 werden Fernsehproduktionen alljährlich mit dem Venla ausgezeichnet.
| Kategorie               | Originalbezeichnung   | verliehen seit   |
| Bester Film             | Paras elokuva         | 1987             |
| Beste Regie             | Paras ohjaus          | 1944             |
| Bestes Drehbuch         | Paras käsikirjoitus   | 1945             |
| Bester Hauptdarsteller  | Paras miespääosa      | 1944             |
| Beste Hauptdarstellerin | Paras naispääosa      | 1944             |
| Bester Nebendarsteller  | Paras miessivuosa     | 1944–1965, 1981– |
| Beste Nebendarstellerin | Paras naissivuosa     | 1944–1965, 1981– |
| Beste Kamera            | Paras kuvaus          | 1944             |
| Bester Schnitt          | Paras leikkaus        | 1964             |
| Bester Ton              | Paras äänisuunnittelu | 1994             |
| Bestes Szenenbild       | Paras lavastus        | 1944             |
| Beste Kostüme           | Paras puvustus        | 1992             |
| Beste Filmmusik         | Paras elokuvamusiikki | 1950             |
| Bester Dokumentarfilm   | Paras dokumentti      | 1985, 2002–      |

Ehemalige Kategorien (Auswahl):
- Bester Kurzfilm (Paras lyhytelokuva, 1946–1958, 1966–1980)
- Bester Filmproduzent (Paras tuottaja, 1955–1998)
- Bester Fernsehfilm (Paras televisioelokuva, 1966–1980)
- Bester Kinderfilm (Paras lastenelokuva, 1974, 1983)
- Beste Fernsehserie (Paras televisiosarja, 1976)
- Bestes Make-up (Paras maskeeraus, 1992)
- Bester ausländischer Darsteller (Ulkomaisen miespääosan Jussi, ab 1955)
- Beste ausländische Darstellerin (Ulkomaisen naispääosan Jussi, ab 1955)
- Bester ausländischer Regisseur (Ulkomaisen ohjauksen Jussi, 1957, 1958, 1973, 1975)
- Auslandspreis (Ulkomaisen Jussin saaja, 1962–1985)